# Bobby Tambling
Robert Victor Tambling, más conocido como Bobby Tambling (Storrington, Sussex Occidental, Inglaterra, 18 de septiembre de 1941), es un exfutbolista y entrenador de fútbol inglés que se desempeñó como delantero centro en clubes como el Chelsea FC y el Crystal Palace. Es el segundo máximo goleador en la historia del Chelsea, al haber marcado 202 goles entre 1959 y 1970.

## Selección nacional
Fue internacional con la Selección de fútbol de Inglaterra en 3 ocasiones y marcó un gol. Debutó el 21 de noviembre de 1962, en un encuentro del British Home Championship ante la selección de Gales que finalizó con marcador de 4-0 a favor de los ingleses.

## Clubes

### Como jugador
| Club            | País       | Año       |
| --------------- | ---------- | --------- |
| Chelsea FC      | Inglaterra | 1959-1970 |
| Crystal Palace  | Inglaterra | 1970-1973 |
| Cork Celtic     | Irlanda    | 1973-1977 |
| Waterford FC    | Irlanda    | 1977-1978 |
| Shamrock Rovers | Irlanda    | 1978      |
| Cork Alberts    | Irlanda    | 1978-1979 |

### Como entrenador
| Club           | País    | Año       |
| -------------- | ------- | --------- |
| Cork Celtic FC | Irlanda | 1974-1977 |
| Cork City FC   | Irlanda | 1984      |

## Palmarés

### Campeonatos nacionales
| Título                   | Club        | País       | Año       |
| ------------------------ | ----------- | ---------- | --------- |
| Football League Cup      | Chelsea FC  | Inglaterra | 1964-1965 |
| Liga irlandesa de fútbol | Cork Celtic | Irlanda    | 1973-1974 |